# LG 옵티머스 원
LG 싸이언 옵티머스 원(LG CYON Optimus One, LG P500)은 LG전자가 2010년 10월에 발매한 안드로이드 스마트폰이다. 본래는 구글과 HTC 코퍼레이션이 직접 설계하고 유통하기 위해 LG전자와 공동 협력하여 DTC(Direct-To-Consumer) 스마트폰으로 개발하였으나 HD2의 온라인 유통 실패로 인하여 HTC 코퍼레이션에서의 판매를 통한 판매가 어려워지자 구글이 LG전자에 판매권을 모두 이양하여 현재와 같이 출시되었다.
2010년 LG전자의 휴대전화 라인의 전반적인 침체 속에 출시된 옵티머스 원은 저렴한 가격과 적절한 사양의 균형을 무기로 상대적으로 선전하였다. 아울러 LG전자에 따르면 옵티머스 원은 2010년 10월 시판 이후 60일 만에 전 세계에 200만대 이상 판매되었다.

## 운영 체제
적절한 출시 시기로 경쟁 제품이 안드로이드 2.0 이클레어나 2.1 이클레어를 탑재하고 있는 상황에서 일찌감치 JIT 컴파일러가 포함된 2.2 프로요를 탑재해 하드웨어 사양에 비해 빠른 속도를 낼 수 있게 한 것이 특징이다.
2010년 12월 LG전자 미국법인은 2.3 진저브레드의 최소 CPU 요구 사항이 1 GHz 싱글 코어 이상이라는 잘못된 근거를 대 운영체제 업그레이드를 제공하지 않을 것이라고 발표했다가 비난을 산 후 번복한 바 있다. 이후 2.3.3 진저브레드로의 정식 업그레이드가 실시되었다.

## 변종
- 대한민국: LG-SU370/KU3700/LU3700
- 미국: LG-P500

## 경쟁 기능
- 삼성 갤럭시 S
- 스카이 미라크